# Kanton Saint-Martin-Vésubie
Kanton Saint-Martin-Vésubie (fr. Canton de Saint-Martin-Vésubie) je francouzský kanton v departementu Alpes-Maritimes v regionu Provence-Alpes-Côte d'Azur. Tvoří ho dvě obce.

## Obce kantonu
- Saint-Martin-Vésubie
- Venanson